# خولن لوپتگی
خولن لوپتگی آرگوته (اسپانیایی: Julen Lopetegui Argote‎ ،تلفظ اسپانیایی: [ˈxulen lopeˈteɣi aɾˈɣote]؛ زادهٔ ۲۸ اوت ۱۹۶۶) بازیکن پیشین و سرمربی کنونی فوتبال اهل اسپانیا است که هم اکنون هدایت تیم ملی فوتبال قطر را برعهده دارد.
لوپتگی در سال ۲۰۱۶ سرمربی تیم ملی فوتبال اسپانیا شد. وی در ژوئن سال ۲۰۱۸ و یک روز پیش از شروع جام جهانی به دلیل مذاکره و توافق برای بستن قرارداد با باشگاه فوتبال رئال مادرید بدون اطلاع و هماهنگی با فدراسیون فوتبال اسپانیا، از سمت سرمربیگری تیم ملی فوتبال اسپانیا بنا به تصمیم روبیالس اخراج شد.
لوپتگی در ۲۹ اکتبر ۲۰۱۸ یک روز پس از شکست سنگین ۵–۱ رئال مادرید برابر بارسلونا و به دلیل نتایج ضعیف از سمت سرمربیگری رئال مادرید اخراج شد و سانتیاگو سولاری جایگزین وی شد. لوپتگی بعد از پایان کارش با رئال مادرید از تیم ملی فوتبال کشور ایران پیشنهاد داشت ولی تنها بخاطر سرطان پدرش آن پیشنهاد خارج از اسپانیا را نپذیرفت. سرانجام وی در تابستان ۲۰۱۹ هدایت باشگاه فوتبال سویا را بر عهده گرفت و در همان فصل اول توانست مقام چهارم لالیگا و مقام قهرمانی لیگ اروپا در فصل ۲۰۲۰-۲۰۱۹ را بدست آورد و در لیگ اروپا هم با برد سه بر دو در برابر اینتر میلان با مربیگری کونته موفق به قهرمانی شد.
لوپتگی پس از ترک سویا، به عنوان سرمربی جدید باشگاه ولورهمپتون شروع به کار کرد و برای اولین بار از سال ۱۹۹۵ این باشگاه را به یک هشتم نهایی جام ای اف ال انگلستان رساند.